# Ольшевська Злата Олександрівна
Зла́та Олекса́ндрівна Ольше́вська (20 жовтня 1920, Іваново-Вознесенськ — 25 травня 2011, Павловський Посад, Московська область) — російська художниця-прикладник, народний художник Російської Федерації (2005), член Спілки художників СРСР. Майстер виготовлення павловопосадської хустки. Родоначальник жанру авторської хустки ручного розпису. Є автором декількох «серій» шалевих малюнків: «Пори року», «Російські казки», «Фантазія кольору» та ін..

## Біографія
Злата Олександрівна народилася 1920 року. Закінчила художнє відділення Іванівського хіміко-технологічного технікуму. Закінчивши його почала працювати художником на Ленській фабриці міста Павловський Посад. 1950 року перейшла працювати на хусткову Фабрику ім. X річниці Червоної Армії у цьому ж місті. Майже вся її трудова діяльність була пов'язана з цим підприємством. За час роботи на фабриці вона створила понад 600 малюнків для художнього оформлення хусток та шалей.
1957 року було організовано першу виставку робіт художниці. Надалі хустки та шалі Злати Олександрівни експонувалися на різних виставках у СРСР/Росії та за кордоном і неодноразово отримували позитивні відгуки фахівців та відвідувачів.
З 1975 року стала членом Спілки художників СРСР.
З 1999 року працювала над створенням унікальної колекції шалей за технікою авторського розпису вовняної тканини. Шалі з цієї колекції постійно виставляються у багатьох залах Росії. Крім того, частину цієї колекції було продемонстровано в японському місті Нагасакі. З 1999 по 2003 рік роботи Злати Олександрівни було представлено на фестивалі народного мистецтва (Іспанія), а також виставлялися в таких країнах, як Литва, Нігерія та В'єтнам.
2003 року в Орле відбулася персональна виставка художниці. Того ж року Злату Ольшевську було занесено до енциклопедії «Лучшие люди России».
Роботи, створенні Златою Олександрівною, знаходяться в фондах Державного історичного музею, «РОСІЗО», Сергієво-Посадського державного історико-мистецького музею, Новоєрусалимського історико-архітектурного та художнього музею, Всеросійського музею декоративно-ужиткового мистецтва, Музею ім. І. Є. Рєпіна в місті Чугуїв (Україна), Краєзнавчого музею м. Павловський Посад, Музею історії російської хустки та шалі м. Павловський Посад та ін.

## Премії, звання та нагороди
- 1958 рік — Золота медаль Всесвітньої виставки в Брюсселі.

- 1961 рік — нагорода виставки в Дамаску.

- 1963 рік — Бронзова медаль ВДНГ.

- 1966 рік — нагорода виставки в Лейпцизі.

- 1967 рік — нагорода Експо-67 у Монреалі.

- 1978 рік — Золота медаль ВДНГ.

- 1981 рік — Державна премія РРФСР імені І. Є. Рєпіна.

- 1991 рік — лауреат Премії радянських профспілок в області художньої творчості.

- 1998 рік — надано звання Заслуженого художника Російської Федерації.

- 1999 рік — Людина року Павловського Посаду.

- 1999 рік, 2001 рік — диплом переможця Всеросійської конкурсної програми «100 найкращих товарів» (у складі авторського колективу за створення колекції набивних шалей).

- 2000 рік — диплом Спілки художників Росії, подяка від міністерства культури Російської Федерації[7].

- 2004 рік — почесний громадянин Павлово-Посадського району[8].

- 2005 рік — надано звання Народного художника Російської Федерації.

- 2008 рік — Золота медаль Союзу художників Росії за успіхи у творчості та сприяння розвитку мануфактури Павловського Посаду[4].